# Fredrik Stenman
Erik Karl-Fredrik Stenman (Munktorp, 2 giugno 1983) è un dirigente sportivo ed ex calciatore svedese, di ruolo difensore, attuale direttore sportivo dell'IFK Lidingö.

## Carriera

### Giocatore

#### Club
Ha iniziato la propria carriera nelle file del Västerås SK. Nel 2002 si è trasferito all'Elfsborg. Dopo una stagione e mezzo nelle file del club giallonero, il 12 luglio 2003 si è trasferito al Djurgården. Ha militato nelle file dei Järnkaminerna per tre stagioni, totalizzando 63 presenze e 8 reti in campionato. Il 5 novembre 2005 viene ufficializzato il suo trasferimento ai tedeschi del Bayer Leverkusen per 800 mila euro. Ha militato nelle file del club rossonero per una stagione e mezzo, totalizzando 35 presenze. Il 1º luglio 2007 è passato agli olandesi del Groningen per 700 mila euro. Ha militato nel club olandese per quattro stagioni, totalizzando 143 presenze e 5 reti. Il 1º luglio 2011 è passato al Club Bruges, club belga. Dopo tre stagioni al Club Bruges, il 14 luglio 2014 è tornato al Djurgården. La seconda esperienza nel club è durata due stagioni, durante le quali ha totalizzato 21 presenze. Il 1º marzo 2016 è stato ingaggiato dall'IFK Lidingö, club con cui ha concluso la propria carriera da calciatore al termine della stagione.

#### Nazionale
Nel 2004 ha partecipato, con la Nazionale Under-21, agli Europei 2004. Ha debuttato in Nazionale maggiore il 25 maggio 2006, nell'amichevole Svezia-Finlandia (0-0), subentrando ad Erik Edman al minuto 85. Ha partecipato, con la selezione svedese, ai Mondiali 2006. Ha totalizzato, con la selezione svedese, 3 presenze.

### Dirigente sportivo
Il 12 ottobre 2020 è diventato responsabile del settore giovanile dell'IFK Lidingö. Dopo due anni da responsabile nel settore giovanile, il 12 agosto 2022 è diventato direttore sportivo dell'IFK Lidingö.

## Statistiche

### Presenze e reti nei club
| Stagione                | Squadra                 | Campionato              | Campionato | Campionato | Coppe nazionali | Coppe nazionali | Coppe nazionali | Coppe continentali | Coppe continentali | Coppe continentali | Altre coppe | Altre coppe | Altre coppe | Totale | Totale | Totale |
| Stagione                | Squadra                 | Comp                    | Pres       | Reti       | Comp            | Pres            | Reti            | Comp               | Pres               | Reti               | Comp        | Pres        | Reti        | Pres   | Reti   |        |
| ----------------------- | ----------------------- | ----------------------- | ---------- | ---------- | --------------- | --------------- | --------------- | ------------------ | ------------------ | ------------------ | ----------- | ----------- | ----------- | ------ | ------ | ------ |
| 2000                    | Västerås SK             | SE                      | 1          | 0          | SC              | ?               | ?               | -                  | -                  | -                  | -           | -           | -           | 1+     | 0+     |        |
| 2001                    | Västerås SK             | AS                      | 27         | 3          | SC              | ?               | ?               | -                  | -                  | -                  | -           | -           | -           | 27+    | 3+     |        |
| Totale Västerås         | Totale Västerås         | Totale Västerås         | 28         | 3          |                 | ?               | ?               |                    | -                  | -                  |             | -           | -           | 28+    | 3+     |        |
| 2002                    | Elfsborg                | AS                      | 23         | 0          | SC              | ?               | ?               | -                  | -                  | -                  | -           | -           | -           | 23+    | 0+     |        |
| gen.-giu. 2003          | Elfsborg                | AS                      | 13         | 0          | SC              | ?               | ?               | -                  | -                  | -                  | -           | -           | -           | 13+    | 0+     |        |
| Totale Elfsborg         | Totale Elfsborg         | Totale Elfsborg         | 36         | 0          |                 | ?               | ?               |                    | -                  | -                  |             | -           | -           | 36+    | 0+     |        |
| lug.-dic. 2003          | Djurgården              | AS                      | 11         | 0          | SC              | ?               | ?               | UCL                | 2                  | 0                  | -           | -           | -           | 13+    | 0+     |        |
| 2004                    | Djurgården              | AS                      | 26         | 3          | SC              | 1+              | 0+              | UCL+UEFA           | 3+2                | 0+0                | -           | -           | -           | 32+    | 3+     |        |
| 2005                    | Djurgården              | AS                      | 26         | 5          | SC              | 1+              | 0+              | UEFA               | 2                  | 0                  | -           | -           | -           | 29+    | 5+     |        |
| Totale Djurgårdens      | Totale Djurgårdens      | Totale Djurgårdens      | 63         | 8          |                 | 2+              | 0+              |                    | 9                  | 0                  |             | -           | -           | 74+    | 8+     |        |
| gen.-giu. 2006          | Bayer Leverkusen        | BL                      | 15         | 0          | DFBP            | 0               | 0               | UEFA               | 0                  | 0                  | DFLL        | 0           | 0           | 15     | 0      |        |
| 2006-2007               | Bayer Leverkusen        | BL                      | 13         | 0          | DFBP            | 1               | 0               | UEFA               | 5                  | 0                  | DFLL        | 1           | 0           | 20     | 0      |        |
| Totale Bayer Leverkusen | Totale Bayer Leverkusen | Totale Bayer Leverkusen | 28         | 0          |                 | 1               | 0               |                    | 5                  | 0                  |             | 1           | 0           | 35     | 0      |        |
| 2007-2008               | Groningen               | E                       | 32         | 0          | KNVBB           | 2               | 0               | UEFA               | 2                  | 0                  | -           | -           | -           | 36     | 0      |        |
| 2008-2009               | Groningen               | E                       | 31         | 0          | KNVBB           | 2               | 0               | -                  | -                  | -                  | -           | -           | -           | 33     | 0      |        |
| 2009-2010               | Groningen               | E                       | 30         | 2          | KNVBB           | 3               | 1               | -                  | -                  | -                  | -           | -           | -           | 33     | 3      |        |
| 2010-2011               | Groningen               | E                       | 38         | 2          | KNVBB           | 3               | 0               | -                  | -                  | -                  | -           | -           | -           | 41     | 2      |        |
| Totale Groningen        | Totale Groningen        | Totale Groningen        | 131        | 4          |                 | 10              | 1               |                    | 2                  | 0                  |             | -           | -           | 143    | 5      |        |
| 2011-2012               | Club Bruges             | PL                      | 7          | 0          | CB              | 0               | 0               | UEL                | 2                  | 0                  | -           | -           | -           | 9      | 0      |        |
| 2012-2013               | Club Bruges             | PL                      | 17         | 0          | CB              | 1               | 0               | UCL                | 0                  | 0                  | -           | -           | -           | 18     | 0      |        |
| 2013-2014               | Club Bruges             | PL                      | 0          | 0          | CB              | 0               | 0               | UEL                | 0                  | 0                  | -           | -           | -           | 0      | 0      |        |
| Totale Club Bruges      | Totale Club Bruges      | Totale Club Bruges      | 24         | 0          |                 | 1               | 0               |                    | 2                  | 0                  |             | -           | -           | 27     | 0      |        |
| lug.-dic. 2014          | Djurgården              | AS                      | 13         | 0          | SC              | 1               | 0               | -                  | -                  | -                  | -           | -           | -           | 14     | 0      |        |
| 2015                    | Djurgården              | AS                      | 6          | 0          | SC              | 1               | 0               | -                  | -                  | -                  | -           | -           | -           | 7      | 0      |        |
| Totale Djurgården       | Totale Djurgården       | Totale Djurgården       | 19         | 0          |                 | 2               | 0               |                    | -                  | -                  |             | -           | -           | 21     | 0      |        |
| 2016                    | IFK Lidingö             | D3                      | 14         | 4          | -               | -               | -               | -                  | -                  | -                  | -           | -           | -           | 14     | 4      |        |
| Totale carriera         | Totale carriera         | Totale carriera         | 343        | 19         |                 | 16+             | 1+              |                    | 18                 | 0                  |             | 1           | 0           | 378+   | 20+    |        |

### Cronologia presenze e reti in nazionale
| Cronologia completa delle presenze e delle reti in nazionale ― Svezia | Cronologia completa delle presenze e delle reti in nazionale ― Svezia | Cronologia completa delle presenze e delle reti in nazionale ― Svezia | Cronologia completa delle presenze e delle reti in nazionale ― Svezia | Cronologia completa delle presenze e delle reti in nazionale ― Svezia | Cronologia completa delle presenze e delle reti in nazionale ― Svezia | Cronologia completa delle presenze e delle reti in nazionale ― Svezia | Cronologia completa delle presenze e delle reti in nazionale ― Svezia |
| Data                                                                  | Città                                                                 | In casa                                                               | Risultato                                                             | Ospiti                                                                | Competizione                                                          | Reti                                                                  | Note                                                                  |
| --------------------------------------------------------------------- | --------------------------------------------------------------------- | --------------------------------------------------------------------- | --------------------------------------------------------------------- | --------------------------------------------------------------------- | --------------------------------------------------------------------- | --------------------------------------------------------------------- | --------------------------------------------------------------------- |
| 25-5-2006                                                             | Göteborg                                                              | Svezia                                                                | 0 – 0                                                                 | Finlandia                                                             | Amichevole                                                            | -                                                                     | 85’                                                                   |
| 16-8-2006                                                             | Gelsenkirchen                                                         | Germania                                                              | 3 – 0                                                                 | Svezia                                                                | Amichevole                                                            | -                                                                     |                                                                       |
| 9-2-2011                                                              | Paralimni                                                             | Svezia                                                                | 1 – 1 dts (5 – 6 dtr)                                                 | Ucraina                                                               | Amichevole                                                            | -                                                                     | 79’                                                                   |
| Totale                                                                |                                                                       | Presenze                                                              | 3                                                                     |                                                                       | Reti                                                                  | 0                                                                     |                                                                       |

## Palmarès

### Club

#### Competizioni nazionali
- Allsvenskan: 2

Djurgården: 2003, 2005
- Svenska Cupen: 2

Djurgården: 2004, 2005
- Division 3 (Svezia): 1

IFK Lidingö: 2016